# Laura Zapata
Laura Guadalupe Zapata Miranda (ur. 31 lipca 1956 w Meksyku) – meksykańska aktorka filmowa i teatralna.

## Porwanie
22 września 2002 roku Laura Zapata i jej siostra – pisarka Ernestina Sodi zostały porwane krótko po opuszczeniu teatru San Rafael w Meksyku, gdzie Laura odegrała rolę w sztuce La casa de Bernarda Alba. Wiadomość o ich porwaniu znalazła się na pierwszych stronach gazet w Ameryce Łacińskiej i hiszpańskojęzycznych kanałach telewizyjnych w Stanach Zjednoczonych. Thalía, jej przyrodnia siostra, jest żoną multimilionera Tommy'ego Mottoli, więc spekulowano, że ich porywacze będą żądać dużej sumy pieniędzy. Laura została wydana 18 dni po porwaniu, natomiast jej siostra Ernestina dopiero po 34 dniach. Na podstawie tych wydarzeń jej siostra Ernestina Sodi napisała książkę Líbranos del mal, którą dedykowała Thalíi.

## Wybrana filmografia
- 1993: María Mercedes jako Malvina Morantes Vda. de Del Olmo
- 1997: Esmeralda jako Fátima Linares Vda. de Peñarreal
- 1998: Paulina jako Prokurator Zoraida Zapata
- 1999: Rosalinda jako Verónica Del Castillo de Altamirano
- 2001: Virginia jako Maximiliana Limantour de Roldán
- 2005-2006: Marzenia nic nie kosztują jako Roberta Pérez de Lizalde
- 2008-2009: Nie igraj z aniołem jako Onelia Mayer
- 2014: Kotka jako Lorenza Martinez Negrete

## Nagrody

### Premios TVyNovelas (Meksyk)
| Rok  | Kategoria                         | Telenowela                        | Wynik     |
| ---- | --------------------------------- | --------------------------------- | --------- |
| 2011 | Najlepsza aktorka pierwszoplanowa | Zacatillo, un lugar en tu corazón | Nominacja |
| 1993 | Najlepsza złoczyńczyni            | María Mercedes                    | Wygrana   |
| 1988 | Najlepsza złoczyńczyni            | Rosa salvaje                      | Wygrana   |

### Nagrody APT
Nagrody Stowarzyszenia Dziennikarzy Teatralnych (hiszp. Premios de la Agrupación de Periodistas Teatrales) (w skrócie APT).
| Rok  | Kategoria                                   | Sztuka teatralna    | Wynik   |
| ---- | ------------------------------------------- | ------------------- | ------- |
| 2010 | Nagroda Silvii Pinal dla najlepszej aktorki | 12 Mujeres en Pugna | Wygrana |

### Nagrody ACPT
Nagrody Stowarzyszenia Pisarzy i Dziennikarzy Teatralnych (hiszp. Premios de la Asociación de Cronistas y Periodistas Teatrales) (w skrócie ACPT).
| Rok  | Kategoria                   | Sztuka teatralna                 | Wynik   |
| ---- | --------------------------- | -------------------------------- | ------- |
| 2010 | Najlepsza aktorka monologu  | No seré feliz, pero tengo marido | Wygrana |
| 2012 | Najlepsza aktorka teatralna | El efecto de los rayos gamma     | Wygrana |